# Burgruine Peilenstein
Die Burgruine Peilenstein, bisweilen auch Peilstein genannt, ist die Ruine einer Höhenburg im Ortsteil Altenhof der Gemeinde Pfarrkirchen im Mühlkreis im Bezirk Rohrbach von Oberösterreich. Die Reste dieser Burganlage liegen in der „Weinleiten“ oberhalb der Burgruine Falkenstein und ca. 200 m westlich des Meierhofes auf einem zur Donau hinweisenden Sporn. 
Der Name Peilstein kommt angeblich von „bistein“; damit ist ein Jagdplatz gemeint, wo sich das Wild gegen Hunde zur Wehr setzte.

## Geschichte
Peilstein wurde von den Peilsteinern um 1100 als Holzburg erbaut. 1150 wird ein Heinricus de Peilenstein genannt. Die Tochter des Grafen Konrad I. von Peilstein, Jutta, war Gemahlin des Otto von Machland. Die Peilsteiner starben um 1229 aus. Peilstein war auch Teil der Herrschaft Tannberg. 1354 kam Peilstein an das Hochstift Passau. 1370 war hier als Burggraf Ottokar von Wolfstein tätig. Dann folgten Pfleger auf Peilstein; als solche sind zu nennen: Achaz Prembser, Aegif Tettenhaimer, Wolf Elrechinger (1520) und Hans Nussdorfer (1525).
Ob die Anlage tatsächlich Peilenstein (Peilstein) hieß, ist allerdings zu hinterfragen. Möglicherweise handelte sich um eine Burganlage, die der Herrschaft Falkenstein zuzuordnen ist (Doppelburg). Lesefunde (Keramik) und Mauerwerk lassen jedenfalls eine Entstehung der Burganlage bereits im 12. Jahrhundert annehmen, etwa gleichzeitig mit der ersten Burg Falkenstein.

## Burgruine Peilenstein heute
Zu sehen ist noch die Stelle, auf der sich ein Vorturm befand. Ebenso sind Gräben und das Burgplateau vorhanden. Gegen Westen fällt das Gelände so steil ab, dass die Burg von dieser Seite aus uneinnehmbar gelten konnte. Am Kamm des Hügels ziehen sich weitere Mauerreste hin, auch das Gelände unterhalb der Ruine ist von z. T. behauenen Steinen bedeckt. Von der Burgstelle aus hat man einen schönen Ausblick zur Burg Rannariedl.
Zu der Burgruine gelangt man, wenn man von Hofkirchen im Mühlkreis Richtung Altenhof fährt und bei dem Meierhof dem Weg zur Burgruine Falkenstein etwa 100 m folgt. Dann muss man nach links über eine Böschung klettern und kommt nach weiteren hundert Metern zum Burgplatz der Ruine Peilenstein.

Burgruine Peilenstein
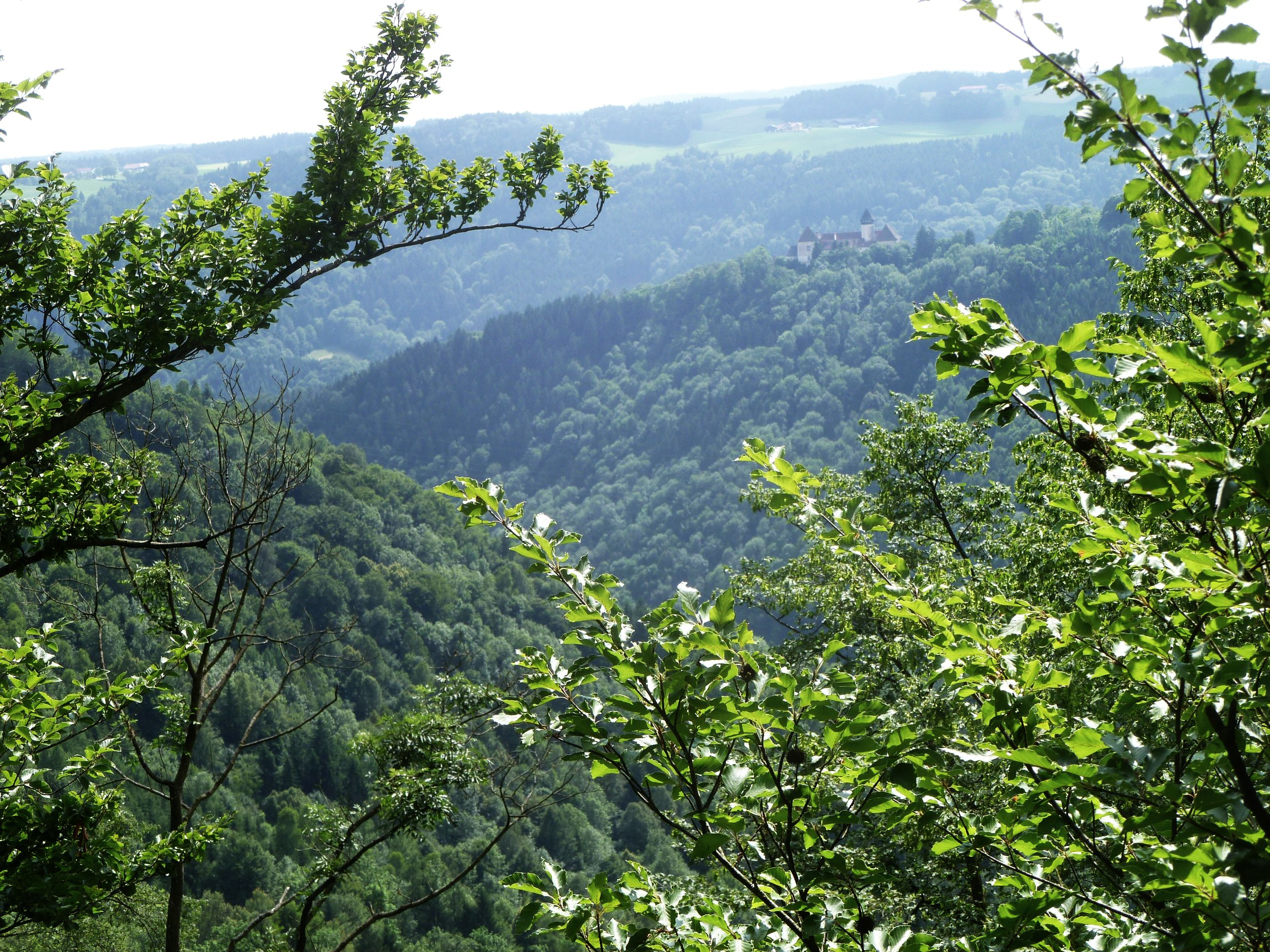
Ausblick auf Burg Rannariedl
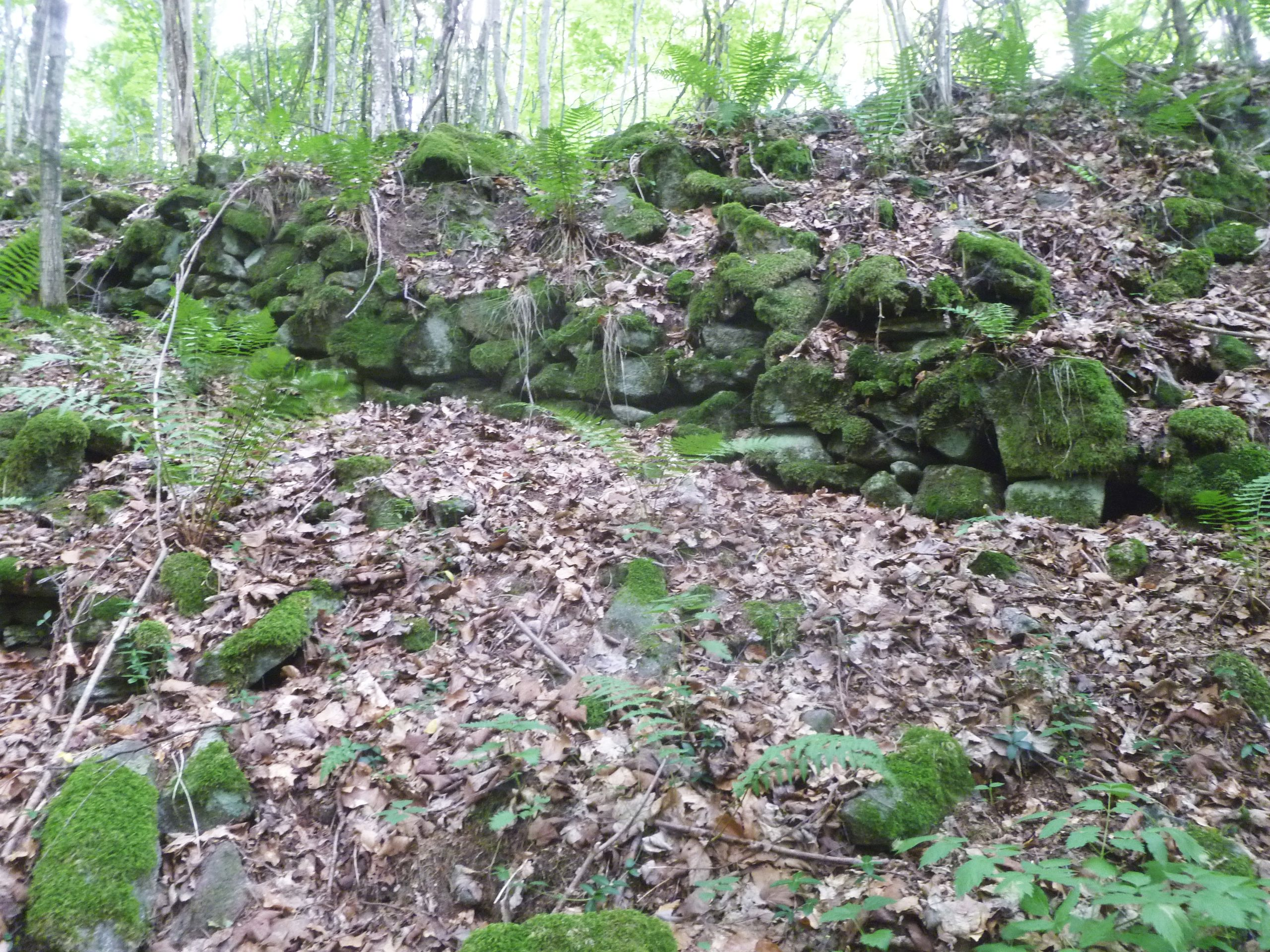
Burgruine Peilenstein: Mauerreste
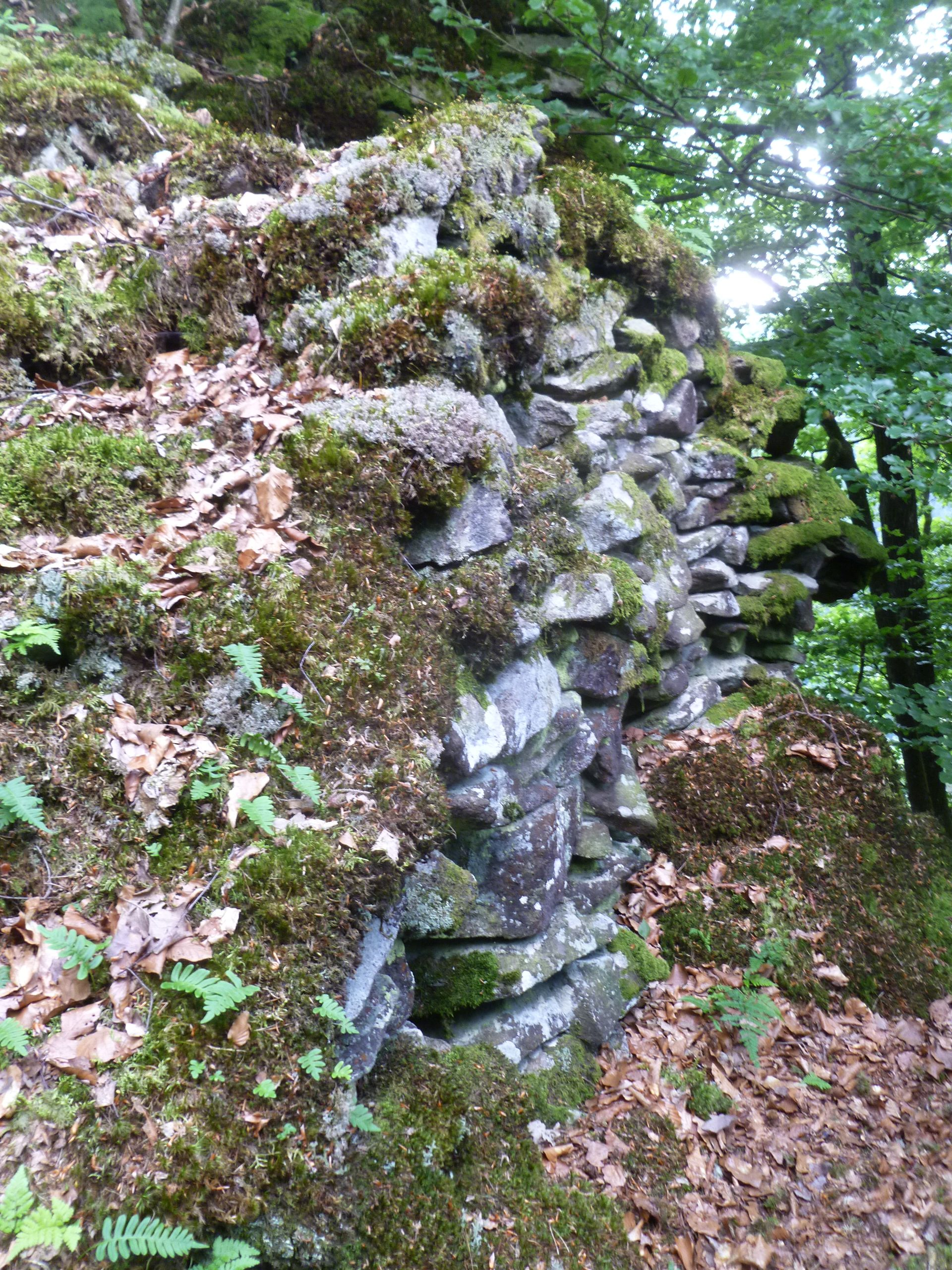
Burgruine Peilenstein: Mauerreste
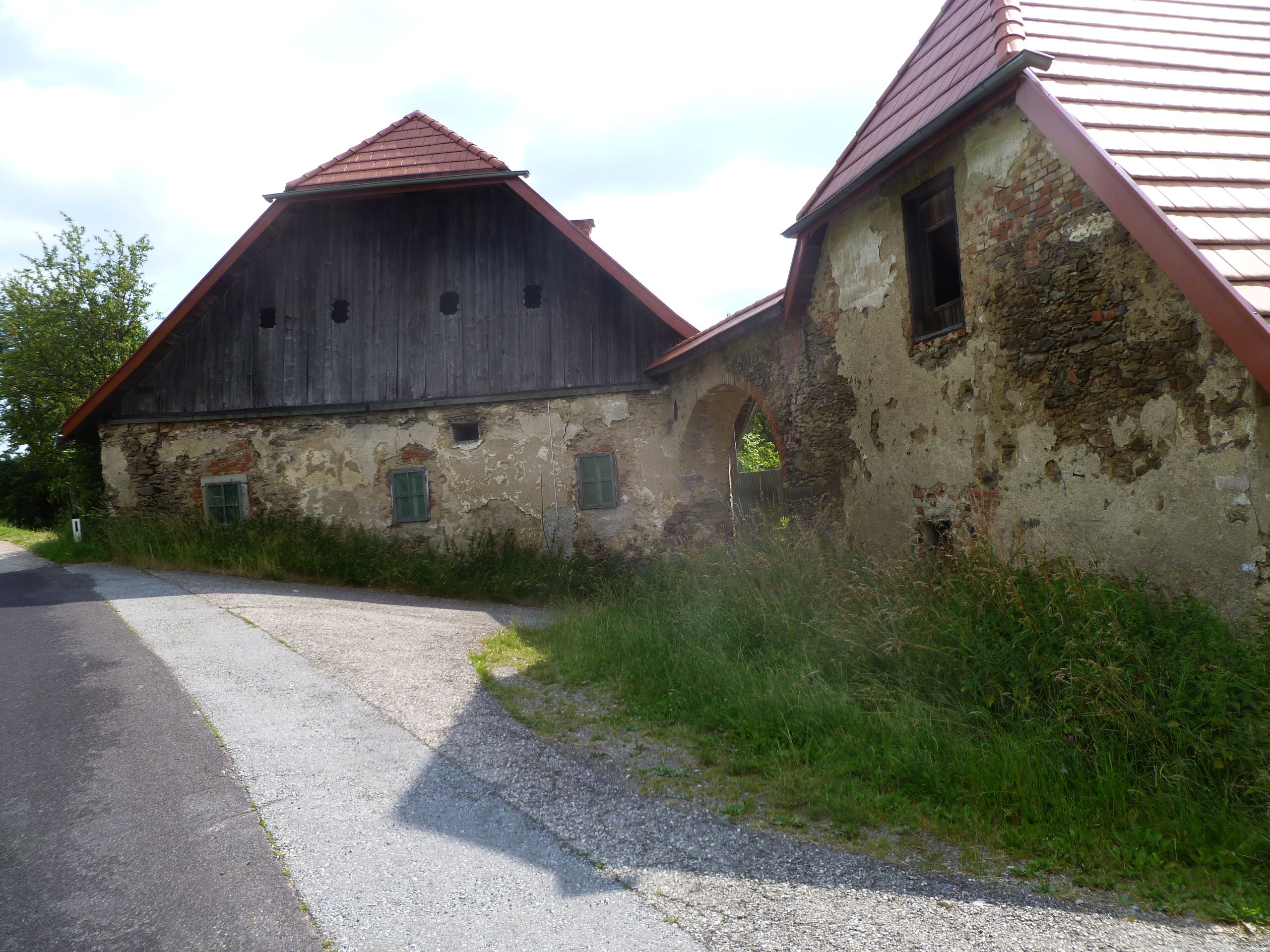
Burgruine Peilenstein: Meierhof